# Акансех
Акансех (Acanceh) са руини на древен град на маите в мексиканския щат Юкатан. Съвременния град Акансех, в който се намират руините е на 21 км от столицата на щата, град Мерида.
Акансех е основан някъде между 200 и 300 от.н.е. по времето на ранния класически период. Античния град на маите се разполага на повече от 4 км2 и се състои от около 400 сгради. Три от тези сгради са реставрирани и отворени за посещения на туристи. При неотдавнашни археологически разкопки са намерени още нови сгради и съоръжения.
В Акансех се намира пирамида на три нива, висока единадесет метра. В едно от по-старите нива на пирамидата са намерени няколко характерни резби на маски, които са част от украсата на пирамидата. „Дворецът на щукатурните изображения“ е 50 метра широк и 6 метра висок. Украсен е от изящни резби и фризове. Дизайнът на сградата е много сложен, с много стаи и сложни резби. В архитектурата на структурите в Акансех се наблюдава влияние от Теотиуакан, което кара някои учени да вярват, че градът е бил „колония“ на Теотиукан .